# 卡朗 (莫尔比昂省)
卡朗（法語：Calan，法語發音：[kalɑ̃]）是法国莫尔比昂省的一个市镇，属于洛里昂区。

## 地理
卡朗（47°52'33"N, 3°19'19"W）面积12.29 平方千米，位于法国布列塔尼大區莫尔比昂省，该省份为法国西北部沿海省份，位于布列塔尼半岛南部，北起阿摩尔滨海省、西接菲尼斯泰尔省，南濒大西洋，东南接大西洋卢瓦尔省，东临伊勒-维莱讷省。
与卡朗接壤的市镇（或旧市镇、城区）包括：普卢艾、朗沃当、安赞扎克-洛克里斯特、克莱盖尔。

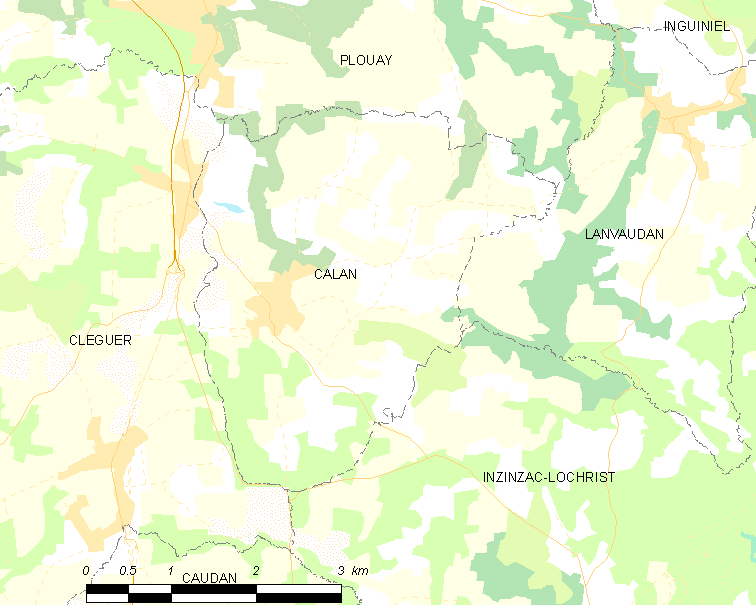
的OSM定位图

卡朗的时区为UTC+01:00、UTC+02:00（夏令时）。

## 行政
卡朗的邮政编码为56240，INSEE市镇编码为56029。

## 政治
卡朗所属的省级选区为吉代勒县。

## 人口

1962-2008年间人口变化图示

卡朗于2022年1月1日时的人口数量为1267人。